# Shirley Strum
 (décembre 2020).
Si vous disposez d'ouvrages ou d'articles de référence ou si vous connaissez des sites web de qualité traitant du thème abordé ici, merci de compléter l'article en donnant les références utiles à sa vérifiabilité et en les liant à la section « Notes et références ».
Shirley Carol Strum (née en 1947) est une biologiste et anthropologue américaine dont la plupart des travaux sont consacrés aux primates qu'elle a étudié pendant vingt-cinq ans.
Après avoir complété des études (PhD) en anthropologie à l'Université Berkeley, elle commence des recherches sur les babouins au Kenya en 1972 dont les résultats seront publiés sous le titre Almost human. Parallèlement, elle enseigne à l’Université de San Diego. Durant les années 1980, le sociologue Bruno Latour s'est intéressé à ses recherches sur la vie sociale des babouins. C'est d'ailleurs sous l'influence de ces travaux que Latour et Michel Callon vont élaborer la sociologie de la traduction, connue ensuite sous le nom de théorie de l'acteur-réseau.

## Publications
- (en) Almost human : a journey into the world of baboons ; drawings by Deborah Ross, New York : Random House, 1987 ; rééd. Chicago : University of Chicago Press, 2001.
  - Traduction française: Voyage chez les babouins, traduit de l'anglais par François Simon-Duneau ; illustrations de Deborah Ross, Paris, Éditions du Seuil, « Points-Sciences », 1995.
- (en) avec David Western et R. Michael Wright (éd.), Natural connections : perspectives in community-based conservation, Washington, D.C. : Island Press, 1994.
- (en) avec Donald G. Lindburg et David Hamburg (éd.), The new physical anthropology, Upper Saddle River, NJ : Prentice Hall, 1999.
- (en) avec Linda M. Fedigan (éd.), Primate encounters : models of science, gender, and society, Chicago : University of Chicago Press, 2000.